# Матч-турнір на звання абсолютного чемпіона СРСР із шахів 1941
Матч-турнір на звання абсолютного чемпіона СРСР із шахів 1941 року був проведений у Ленінграді та Москві з 23 березня по 29 квітня 1941 року. Переможцем став Михайло Ботвинник.

## Передісторія
У чемпіонаті восени 1940 року Ботвинник зіграв слабо й поділив 5-6-те місця. Це було великою невдачею, адже саме найсильніший шахіст Союзу мав би право кинути виклик Алехіну на матч за титул чемпіона світу. Поразка Ботвинника могла зірвати переговори про чемпіонський матч, які тоді тривали. Михайло використав увесь свій вплив на спортивні органи СРСР, щоб добитися проведення «матч-турніру за звання абсолютного чемпіона СРСР», хоча нічого подібного не організовували ні до, ні після цього. Всесоюзний комітет із фізичної культури та спорту видав наказ про проведення матч-турніру за участю шести найкращих шахістів (якраз щоб сюди потрапив Ботвинник) 14 лютого 1941 року й це стало несподіванкою для всіх учасників, крім Ботвинника, який у книзі «Вибрані партії» 1949 року обмовився, що готувався до турніру ще з січня: «Перші два місяці 1941 р. я посилено готувався до матч-турніру на звання абсолютного чемпіона».
У турнірі взяли участь перші шість призерів чемпіонату СРСР 1940 року.

## Турнірна таблиця
| М. | Учасники            | 1 | 1 | 1 | 1 | 2 | 2 | 2 | 2 | 3 | 3 | 3 | 3 | 4 | 4 | 4 | 4 | 5 | 5 | 5 | 5 | 6 | 6 | 6 | 6 | + | − | =  | Очки |
| -- | ------------------- | - | - | - | - | - | - | - | - | - | - | - | - | - | - | - | - | - | - | - | - | - | - | - | - | - | - | -- | ---- |
| 1. | Михайло Ботвинник   |   |   |   |   | 1 | ½ | ½ | ½ | 1 | ½ | 1 | ½ | 1 | ½ | 1 | ½ | 1 | ½ | 0 | 0 | 1 | ½ | 1 | ½ | 9 | 2 | 9  | 13½  |
| 2. | Пауль Керес         | 0 | ½ | ½ | ½ |   |   |   |   | 1 | 1 | 0 | ½ | ½ | 0 | ½ | ½ | 0 | 1 | ½ | 1 | 1 | ½ | 1 | ½ | 6 | 4 | 10 | 11   |
| 3. | Василь Смислов      | 0 | ½ | 0 | ½ | 0 | 0 | 1 | ½ |   |   |   |   | ½ | 1 | ½ | 1 | ½ | 1 | ½ | ½ | ½ | ½ | ½ | ½ | 4 | 4 | 12 | 10   |
| 4. | Ісаак Болеславський | 0 | ½ | 0 | ½ | ½ | 1 | ½ | ½ | 0 | ½ | 0 | ½ |   |   |   |   | 1 | 1 | ½ | 1 | ½ | 0 | 0 | ½ | 4 | 6 | 10 | 9    |
| 5. | Андор Лілієнталь    | 0 | ½ | 1 | 0 | 1 | 0 | ½ | 0 | ½ | 0 | ½ | ½ | 0 | 0 | ½ | 0 |   |   |   |   | 1 | ½ | 1 | 1 | 5 | 8 | 7  | 8½   |
| 6. | Ігор Бондаревський  | 1 | 0 | ½ | 0 | 0 | ½ | 0 | ½ | ½ | ½ | ½ | ½ | ½ | 1 | 1 | ½ | 0 | ½ | 0 | 0 |   |   |   |   | 3 | 7 | 10 | 8    |